# ОФГ Монтана
ОФГ Монтана е дивизия, в която играят отбори от област Монтана. Състои се от една единна „А“ ОГ.

## „А“ ОГ Монатана
„А“ ОГ Монтана е единствената лига в областта. През сезон 2022/23 в нея играят 10 отбора. Първенецът от лигата участва в баражи за влизане в Северозападна аматьорска футболна лига.

### Отбори 2022/23
- Бойчиновци (Бойчиновци)
- Вихър (Николово)
- Вършец (Вършец)
- Дунав (Лом)
- Дунав Цибър (Долни Цибър)
- Ком (Берковица)
- Липен (Липен)
- Пъстренец (Долно Белотинци)
- Син стрел (Крапчене)
- ФК Ботев (Кобиляк)